# Spirembolus monticolens
Spirembolus monticolens là một loài nhện trong họ Linyphiidae.
Loài này thuộc chi Spirembolus. Spirembolus monticolens được Ralph Vary Chamberlin miêu tả năm 1919.